# Deutsche Leichtathletik-Hallenmeisterschaften 2002
Die 49. Deutschen Leichtathletik-Hallenmeisterschaften fanden vom 16. bis 17. Februar 2002 in Sindelfingen statt. Zum elften Mal war Sindelfingen Gastgeber.
Die 3-mal-1000-Meter-Staffel der Männer wurden am 10. Februar 2002 im Rahmen der Deutschen Jugend-Hallenmeisterschaften in Hanau ausgetragen.

## Medaillengewinner

### Männer
| Disziplin      | Gold                                                                           | Leistung     | Silber | Leistung     | Bronze                                                                          | Leistung                      |
| -------------- | ------------------------------------------------------------------------------ | ------------ | --- | ------------ | ------------------------------------------------------------------------------- | ----------------------------- |
| 60 m           | Marc Blume (TV Wattenscheid 01)                                                | 6,59 s       | Alexander Kosenkow (TV Wattenscheid 01)                                                                    | 6,68 s       | Peter Riethmüller (LC Paderborn)                                                | 6,75 s                        |
| 200 m          | Marc Blume (TV Wattenscheid 01)                                                | 21,03 s      | Steffen Otto (Team Erfurt)                                                                                 | 21,29 s      | Alexander Kosenkow (TV Wattenscheid 01)                                         | 21,61 s                       |
| 400 m          | Bastian Swillims (TV Wattenscheid 01)                                          | 46,22 s      | Lars Figura (VfL Wolfsburg)                                                                                | 46,94 s      | Stefan Holz (VfL Sindelfingen)                                                  | 47,82 s                       |
| 800 m          | René Herms (LG Asics Pirna)                                                    | 1:49,93 min  | Steffen Co (LG Olympia Dortmund)                                                                           | 1:50,36 min  | Tobias Dertmann (LG Olympia Dortmund)                                           | 1:50,84 min                   |
| 1500 m         | Torsten Kühn (SV Creaton Großengottern)                                        | 3:48,83 min  | Christian Knoblich (LAC Quelle Fürth/München)                                                              | 3:48,87 min  | Philipp Legath (ASV Köln)                                                       | 3:49,49 min                   |
| 3000 m         | Jan Fitschen (TV Wattenscheid 01)                                              | 8:03,60 min  | Michael May (TSV Bayer 04 Leverkusen)                                                                      | 8:06,51 min  | Mario Kröckert (TSV Bayer 04 Leverkusen)                                        | 8:07,74 min                   |
| 60 m Hürden    | Mike Fenner (TV Wattenscheid 01)                                               | 7,57 s       | Florian Schwarthoff (OSC Berlin)                                                                           | 7,65 s       | Jan Schindzielorz (LAC Quelle Fürth/München)                                    | 7,65 s                        |
| 4 × 200 m      | TV Wattenscheid 01Alexander Kosenkow Marc Blume Holger Blume Jerome-Marc Crews | 1:25,65 min  | LAZ Salamander Kornwestheim-LudwigsburgFlorian Gamper Christian Schacht Alexander Richling Johannes Lohrer | 1:26,97 min  | LG Nike BerlinManuel Milde Ralf Riester Roberto Schlöske Kofi Amoah Prah        | 1:26,82 min (1. im B-Endlauf) |
| 4 × 400 m      | LG Olympia DortmundMichael Dragu Manuel Dornemann Sebastian Aryee Ingo Schultz | 3:10,24 min  | VfL SindelfingenJörg Niethammer Athanasios Pamboris Heiko Kupfer Stefan Holz                               | 3:13,88 min  | LG Eintracht FrankfurtChristian Brüning Christian Duma Uwe Samer Stefan Bönisch | 3:14,34 min                   |
| 3 × 1000 m     | TV Wattenscheid 01Tobias Schlitzer Carsten Schütz Rüdiger Stenzel              | 7:15,63 min  | SV Saar 05 SaarbrückenPatrick Altmeyer Marcus Schlecht Marcus Brede                                        | 7:15,74 min  | LG Olympia DortmundAnsgar Varnhagen Tobias Dertmann Steffen Co                  | 7:16,52 min                   |
| 5000 m Gehen   | Andreas Erm (SC Potsdam)                                                       | 18:49,02 min | André Höhne (LG Nike Berlin)                                                                               | 19:35,10 min | Denis Trautmann (LGV Gleina)                                                    | 19:59,17 min                  |
| Hochsprung     | Christian Rhoden (TSV Bayer 04 Leverkusen)                                     | 2,22 m       | Wolfgang Kreißig (MTG Mannheim)                                                                            | 2,18 m       | Thomas Kohle (LG Ratio Münster)                                                 | 2,10 m                        |
| Stabhochsprung | Richard Spiegelburg (TSV Bayer 04 Leverkusen)                                  | 5,70 m       | Lars Börgeling (TSV Bayer 04 Leverkusen)                                                                   | 5,50 m       | Georgi Wassilew (OSC Berlin)                                                    | 5,30 m                        |
| Weitsprung     | Kofi Amoah Prah (LG Nike Berlin)                                               | 8,02 m       | Schahriar Bigdeli (TSV Bayer 04 Leverkusen)                                                                | 7,98 m       | Andreas Pohle (Team Erfurt)                                                     | 7,66 m                        |
| Dreisprung     | Thomas Moede (Berliner LG Ost)                                                 | 16,72 m      | Charles Friedek (TSV Bayer 04 Leverkusen)                                                                  | 16,62 m      | Andreas Pohle (Team Erfurt)                                                     | 16,22 m                       |
| Kugelstoßen    | Detlef Bock (SC Charlottenburg Berlin)                                         | 19,80 m      | Ralf Bartels (SC Neubrandenburg)                                                                           | 19,61 m      | Andy Dittmar (LG Ohra-Hörsel)                                                   | 19,37 m                       |

### Frauen
| Disziplin      | Gold                                                                           | Leistung     | Silber                                                                  | Leistung     | Bronze                                                                   | Leistung     |
| -------------- | ------------------------------------------------------------------------------ | ------------ | ----------------------------------------------------------------------- | ------------ | ------------------------------------------------------------------------ | ------------ |
| 60 m           | Melanie Paschke (TV Wattenscheid 01)                                           | 7,20 s       | Andrea Philipp (LG Olympia Dortmund)                                    | 7,29 s       | Marion Wagner (USC Mainz)                                                | 7,30 s       |
| 200 m          | Gabi Rockmeier (LG Olympia Dortmund)                                           | 23,02 s      | Melanie Paschke (TV Wattenscheid 01)                                    | 23,39 s      | Nicole Marahrens (LG Weserbergland)                                      | 24,03 s      |
| 400 m          | Grit Breuer (SC Magdeburg)                                                     | 51,49 s      | Claudia Marx (LG Nike Berlin)                                           | 51,80 s      | Claudia Hoffmann (SC Potsdam)                                            | 53,80 s      |
| 800 m          | Ivonne Teichmann (SC Magdeburg)                                                | 2:03,59 min  | Simone Beutelspacher (VfL Sindelfingen)                                 | 2:04,70 min  | Anja Knippel (Team Erfurt)                                               | 2:04,96 min  |
| 1500 m         | Kathleen Friedrich (LAC Erdgas Chemnitz)                                       | 4:18,96 min  | Kristina da Fonseca-Wollheim (LG Eintracht Frankfurt)                   | 4:19,24 min  | Sylvia Nußbeck (LC Rapid Dortmund)                                       | 4:28,79 min  |
| 3000 m         | Kristina da Fonseca-Wollheim (LG Eintracht Frankfurt)                          | 9:19,29 min  | Sabrina Mockenhaupt (LG Sieg)                                           | 9:19,88 min  | Melanie Schulz (LC Creaton Großengottern)                                | 9:29,72 min  |
| 60 m Hürden    | Kirsten Bolm (LT DSHS Köln)                                                    | 7,97 s       | Nadine Hentschke (MTG Mannheim)                                         | 8,09 s       | Corina Rehwagen (Team Erfurt)                                            | 8,22 s       |
| 4 × 200 m      | LG Olympia DortmundSandra Möller Sina Schielke Birgit Rockmeier Gabi Rockmeier | 1:33,97 min  | USC MainzFlorence Ekpo-Umoh Mona Steigauf Katrin Werkmann Marion Wagner | 1:35,48 min  | LG Nike BerlinNadine Balkow Rebecca Niksch Sandra Schmadtke Claudia Marx | 1:37,15 min  |
| 3000 m Gehen   | Kathrin Boyde (LC Rothaus Breisgau)                                            | 12:48,97 min | Melanie Seeger (SC Potsdam)                                             | 12:58,20 min | Nicole Best (TV Groß-Gerau)                                              | 13:17,35 min |
| Hochsprung     | Kathryn Holinski (LG Olympia Dortmund)                                         | 1,93 m       | Elena Herzenberg (ABC Ludwigshafen)                                     | 1,93 m       | Alina Astafei (MTG Mannheim)                                             | 1,90 m       |
| Stabhochsprung | Annika Becker (LG Alheimer Rotenburg-Bebra)                                    | 4,50 m       | Christine Adams (TSV Bayer 04 Leverkusen)                               | 4,50 m       | Yvonne Buschbaum (VfB Stuttgart 1893)                                    | 4,35 m       |
| Weitsprung     | Heike Drechsler (Karlsruher SC)                                                | 6,59 m       | Mona Steigauf (USC Mainz)                                               | 6,44 m       | Susen Tiedtke (LAC Erdgas Chemnitz)                                      | 6,37 m       |
| Dreisprung     | Henny Gastel (SV Halle)                                                        | 13,65 m      | Jacqueline Mau (LAC Erdgas Chemnitz)                                    | 13,51 m      | Sofia Schulte (TSV Bayer 04 Leverkusen)                                  | 13,17 m      |
| Kugelstoßen    | Astrid Kumbernuss (SC Neubrandenburg)                                          | 19,08 m      | Nadine Beckel (Schweriner SC)                                           | 17,51 m      | Kathleen Kluge (Hallesche LA-Freunde)                                    | 16,68 m      |

Quelle: